# Anna Ter Avetikyan

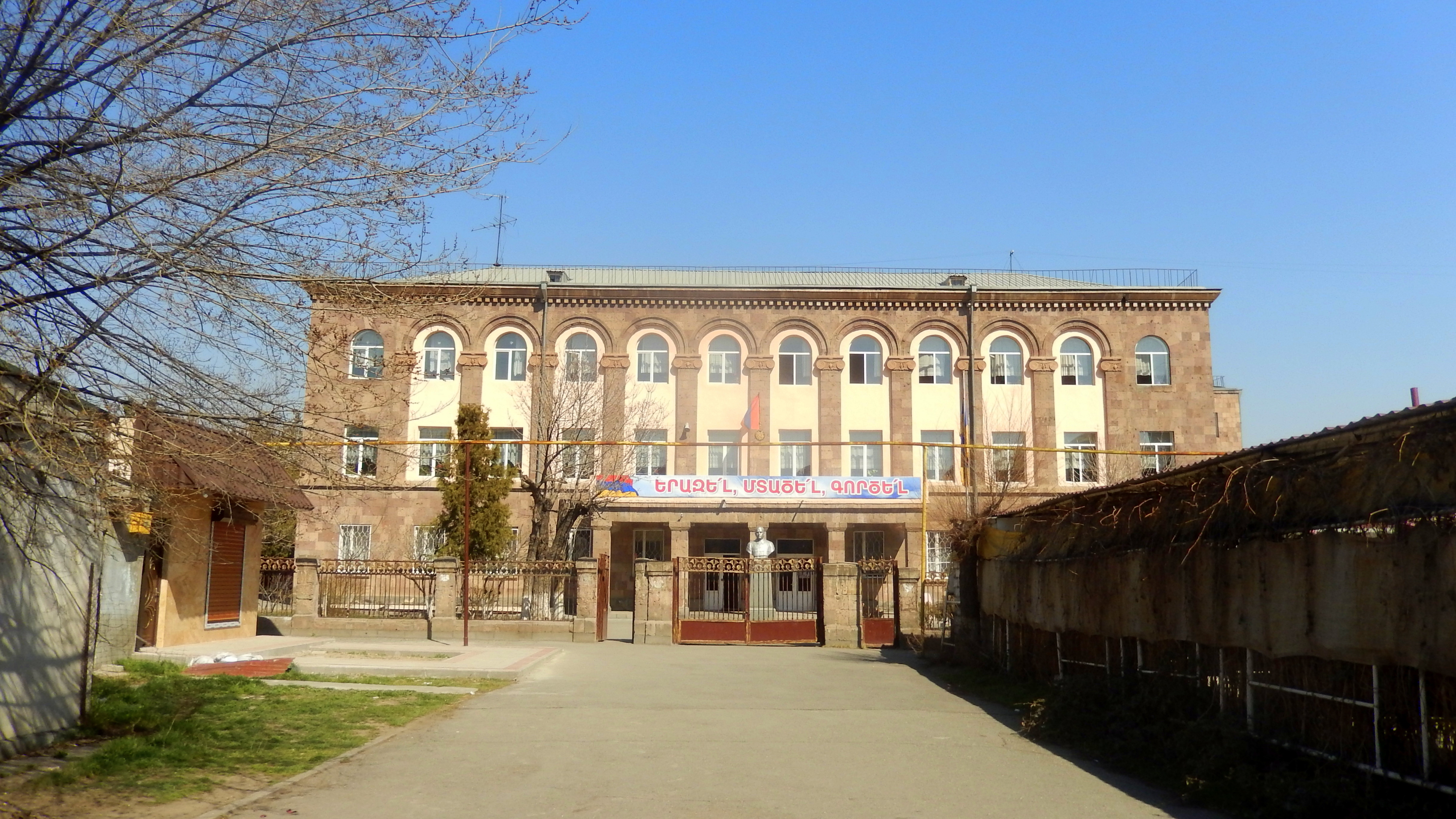
Colegio Miasnikian

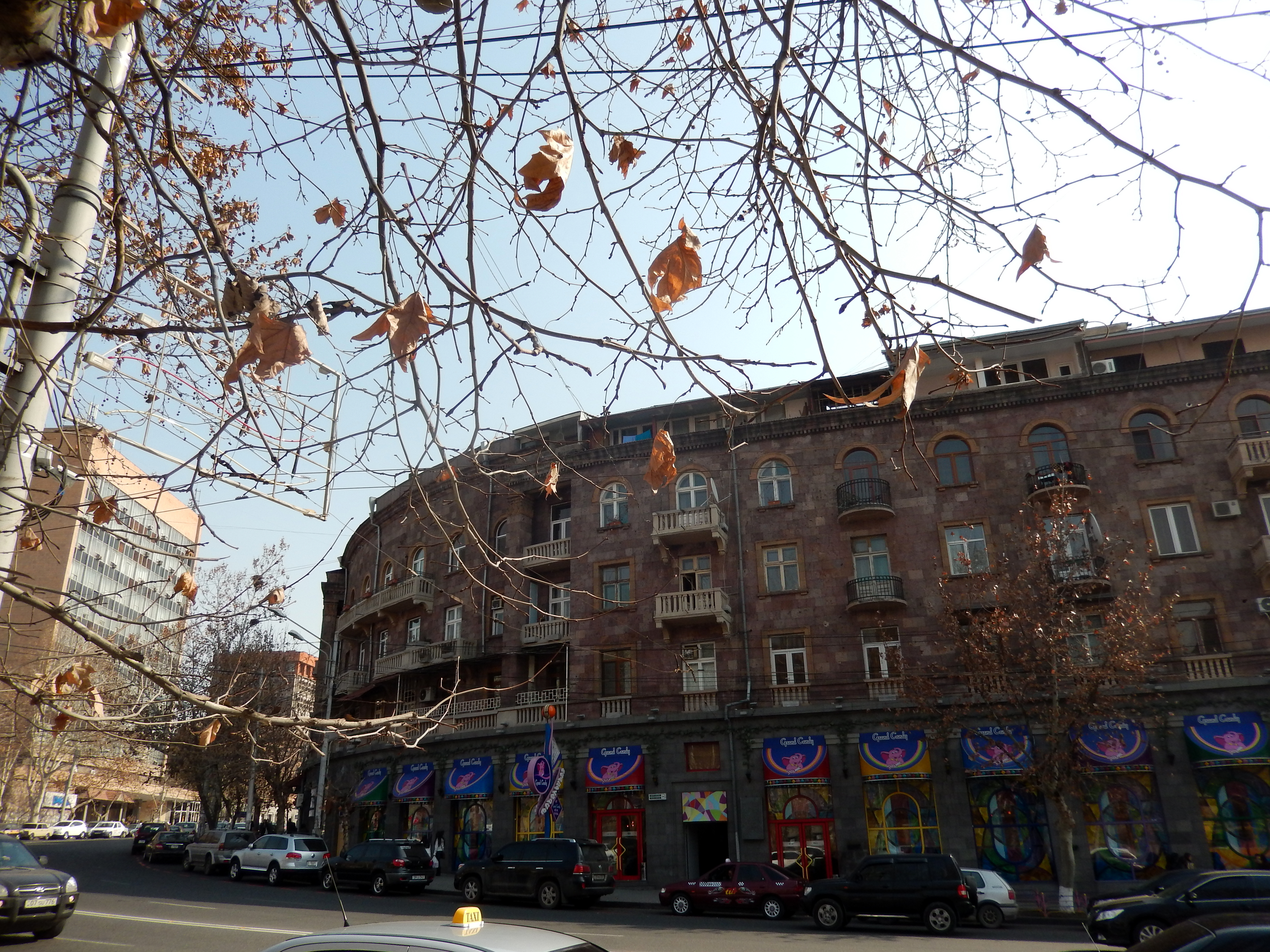
Edificio Ponchikanotz

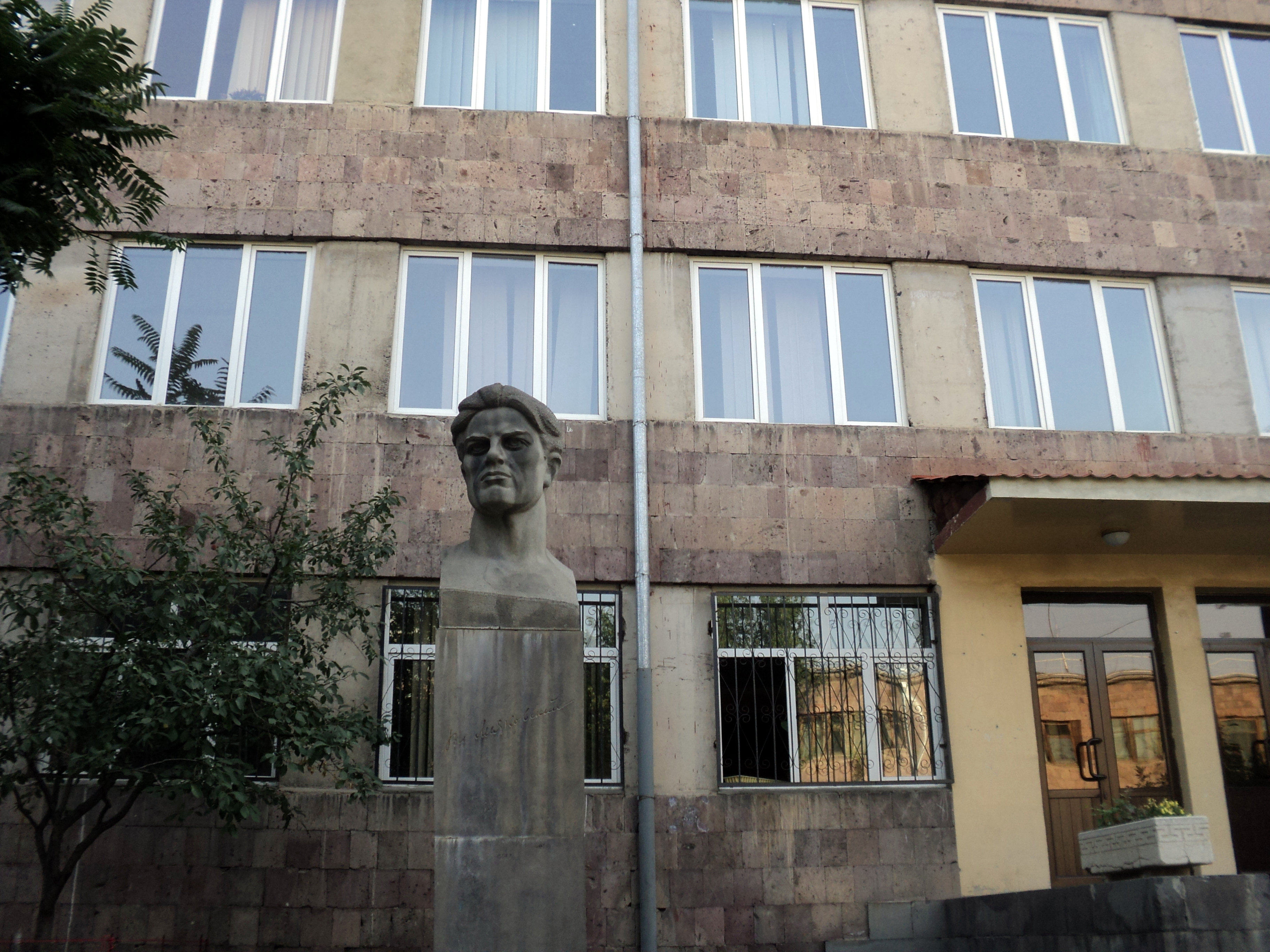
Escuela Vladimir Mayakovsky n.7 en Ereván

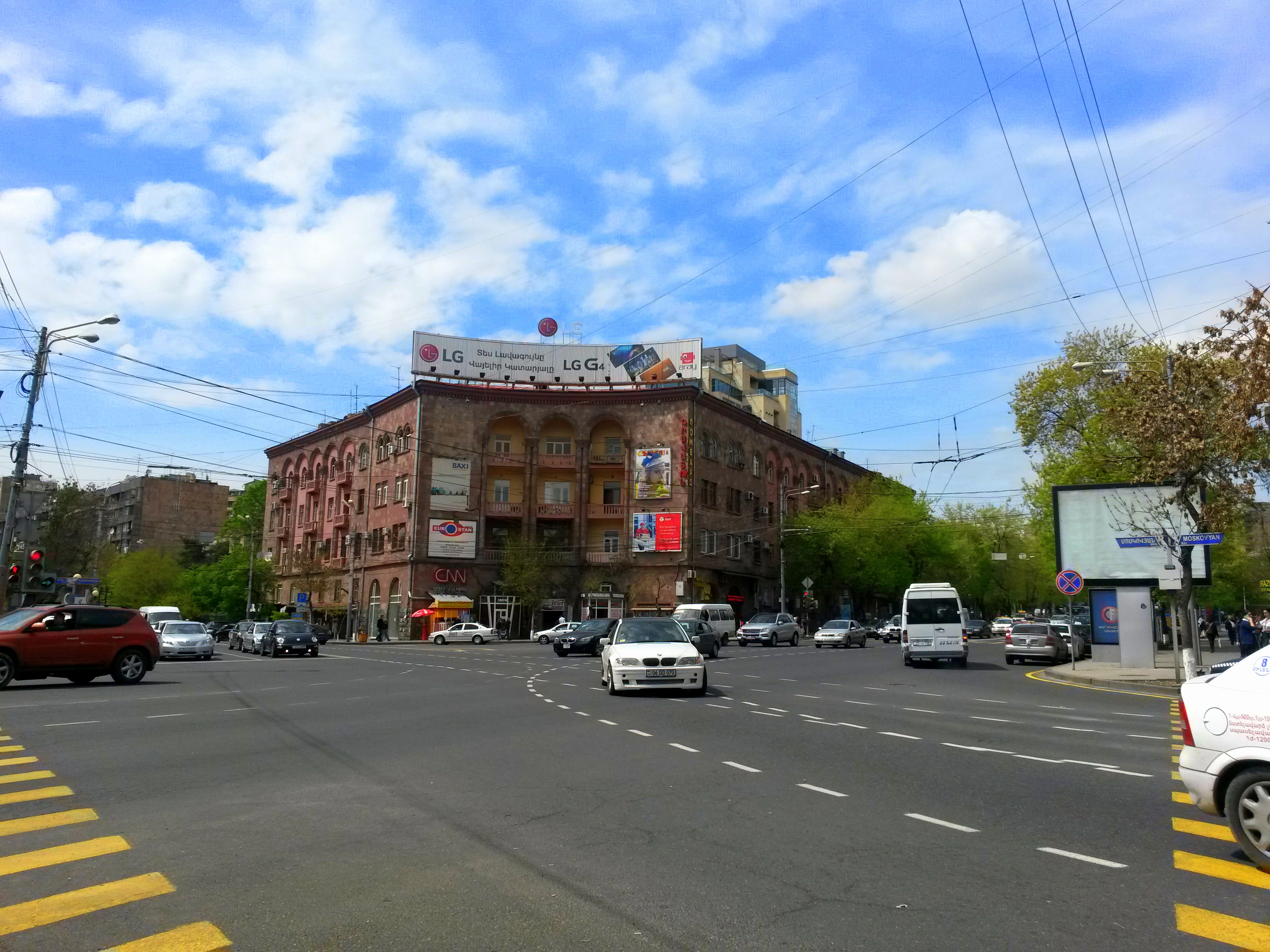
Edificio en Av. Baghramian y Moscovian

Anna Ter Avetikyan (en armenio:  Աննա Տեր Ավետիքյան) (Ereván, Imperio Ruso, 23 de abril de 1908 - República de Armenia, 16 de mayo de 2013) fue la primera mujer arquitecta armenia. Fue nombrada Arquitecta emérita de la URSS en 1968.

## Primeros años
Ter Avetikyan proviene de una familia de arquitectos y urbanistas que se destacaron por crear obras tales como el primer sistema de agua potable de Ereván, el primer hospital de la ciudad, y otros hitos. Su padre Tigran, farmacéutico, y su hermano Yervand crearon la Sala de la Filarmónica de Ereván, el edificio del Ayuntamiento en la Plaza Shahumyan, entre otras obras notables. Cuando Armenia fue anexada a Rusia (desde el Imperio Otomano), sus antecesores recibieron un título nobiliario por parte del zar Nikolás I, por haber proporcionado asistencia y suministros médicos a las tropas del general Iván Paskévich.
Entre 1915 y 1924 estudió en el colegio secundario femenino Hripsimian, (en esa época se llamaba A. Miasnikyan). Ingresó en 1924 a la Universidad Estatal de Ereván, a la facultad técnica, sección de Arquitectura, sobre cuya base se creó luego instituto Politécnico. En 1929 egresó del Instituto Politécnico.

## Trayectoria
Desde 1926 trabajó en el comité de la Municipalidad de Ereván, en la sección arquitectura, que dirigía Nikoghaiós Buniatyan. Trabajó también en los talleres de Alexander Tamanyan (famoso arquitecto que diseñó el plano de Ereván y de otras ciudades armenias, como así también sus principales edificios), y luego, en organizaciones de proyectos. (Por las mañana concurría a clases, por las tardes trabajaba con Buniatyan y por las tardes-noches, con Tamanyan). Apenas se recibió, se casó con Constantin Hovhannisyan, quien también trabajaba con estos arquitectos y con quien tuvo tres hijos: Eugenia, Ara y Ashot.
Entre 1935 y 1951 trabajó en la Municipalidad de Ereván (desde 1942, en la Comisión Principal de Proyectos Arquitectónicos), y en el taller arquitectónico como arquitecta-proyectista. En el mismo año, fue laureada con la Revisión de la Creatividad Técnica de la Mujer de la toda la Unión Soviética.  Entre 1941 y 1951 dirigió el Fondo Arquitectónico de la URSS. Entre 1941 y 1943, fue presidente de la Unión de Arquitectos Armenios. Desde el 1º de mayo de 1951 hasta el 16 de julio de 1951 trabajó en la compañía “Yer-kagh-najaguidz” (Ereván-ciudad-proyecto) como arquitecta mayor. Entre 1963 y 1966 trabajó como experta principal de la rama armenia del Instituto “Giprotorg”.
Se jubiló en 1972.

## Obras
Se han construido unos 40 edificios proyectados por Anna Ter Avedikyan.  

### Edificios de vivienda
- Casa en calle Abovyan (la principal), 1931 (su primer proyecto)
- El famoso “Ponchikanotz”, en la esquina de Koryun y Mashtotz
- Koryun y Abovyan (donde estuvo el negocio Urartú)
- Moskovian y Baghramian, 1945
- Calle Ordjonikidze (actualmente: avenida Arshakunian)
- Calle Ghukasian

### Equipamientos comunitarios
- Junto con su marido proyectaron el edificio del Ministerio de Asuntos Internos (actualmente, Depto. de Policía). Calles Nalbandian y Charentz. 1947
- Calle Abovyan: Instituto de la Lengua, de la Academia de Ciencias
- Junto con su marido: edificio Sasuntzí David, de cine-teatro (fue demolido en 1970)
- Edificio del Ministerio de Comercio (luego: Ministerio de Bienestar Social). Calle Teryan.
- Proyectos de baños y clubes en Ereván y en las provincias
- Hospital en Nor-Bayazet

### Colegios
- N.º 7: “Vladimir Maiakovski”
- Colegio Secundario “Mikael Nalbandian”
- Edificios escolares en las ciudades de Gyumrí, Vanadzor, Kamó, Stepanaván y Echmiadzín.

### Otros proyectos
- Cerco del 1º Hospital–Clínica de Ereván y sus viveros.

## Reconocimientos
1938 y 1956: laureada “Reconocimiento a la Creación de las mujeres arquitectas en toda la Unión”
1945 y 1967: Diploma del Consejo Supremo de la URSS
1948: 1º premio de toda la Unión Soviética a la arquitecta mujer, por el edificio de cinematografía. En el mismo año: Diploma de la Exposición Internacional de París “La mujer en el arte y en al ámbito de creación popular”, por el proyecto de un colegio (luego: Instituto de Lengua de la Academia de Ciencias)
1968: fue nombrada “Arquitecta Emérita de la República Socialista Soviética de Armenia”
2002: medalla de oro “Alexander Tamanian”.
2008: medalla de oro “Municipalidad de Yerevan”, en su 100º cumpleaños.
2012: Anna Ter Avedikyan fue el tema de un artículo presentado en la revista Architecture, Construction (Архитектура, строительство) en 2012, en el que ella y su obra fueron comparadas con el célebre centenario arquitecto brasileño Oscar Niemeyer.